# Jean-Marie Maury
Émile André Jean-Marie Maury (22. května 1907, Agen – 5. ledna 1994) byl francouzský římskokatolický kněz, vatikánský diplomat a 106. arcibiskup remešský.

## Život
Jean-Marie byl na kněze byl vysvěcen 29. června 1932. Byl boskupem koadjutorem Pierra-Marie Théasea v tarbesko-lurdské diecézi. Biskupské svěcení přijal 3. února 1958. Dne 8. července 1959 byl jmenován titulárním arcibiskupem Laodicea ad Lycum a zahájil svou diplomatickou kariéru. Působil jako apoštolský nuncius v Senegalu, Demokratické republice Kongo, Rwandě a Burundi. Dne 25. června 1968 byl jmenován arcibiskupem remešským. Tento úřad zastával do 16. prosince 1972, kdy z důvodu nemoci na svůj úřad rezignoval.